# Mołdawska Encyklopedia Radziecka
Mołdawska Encyklopedia Radziecka (mołd. Енчиклопедия Советикэ Молдовеняскэ, Enciclopedia sovietică moldovenească) – najstarsza encyklopedia uniwersalna w języku mołdawskim i zarazem największy projekt encyklopedyczny zrealizowany w Mołdawii. Encyklopedia liczy łącznie 8 tomów wydanych w Kiszyniowie w latach 1970-1981 przez Główną Redakcję Mołdawskiej Encyklopedii Radzieckiej (nazwa wydawnictwa). 7 pierwszych tomów ukazało się w nakładzie 25 tysięcy egzemplarzy, zaś tom 8 poświęcony w całości Mołdawskiej SRR w nakładzie 30 tysięcy egzemplarzy.
Mołdawska Encyklopedia Radziecka w przeciwieństwie do Wielkiej Encyklopedii Radzieckiej była w zamyśle autorów przeznaczona dla osób znających język mołdawski, czyli przede wszystkim Mołdawian i mieszkańców Mołdawskiej SRR. Znaczna część haseł encyklopedii jest poświęcona Mołdawii (geografia, historia, różne aspekty kultury itd.). Spośród około 6000 haseł bibliograficznych ponad 2200 poświęconych jest osobistościom związanym z Mołdawią.
Encyklopedia składa się z 8 tomów i liczy łącznie 40 tysięcy stron, 4400 ilustracji, 244 tablic, 44 kolorowych i 244 czarno-białych map.

## Literatura
- Молдавская советская энциклопедия — artykuł w rosyjskojęzycznej encyklopedii Sowietskaja Mołdawija (Kiszyniów 1982).
- МОЛДАВСКАЯ СОВЕТСКАЯ ЭНЦИКЛОПЕДИЯ